# Dorian Gandin
 (mai 2012).
Dorian Gandin (né le 13 janvier 1991 à Ajaccio) est un nageur français spécialiste des épreuves de nage sur dos.
Durant sa carrière, il est licencié au sein du club Cercle des nageurs de Marseille

## Palmarès

### Championnats d'Europe

#### En grand bassin
| Édition       | Épreuve        | Épreuve | Épreuve | Épreuve | Épreuve | Épreuve | Épreuve |
| Édition       | 50 m dos       |         |         |         |         |         |         |
| Debrecen 2012 | Bronze 25 s 14 |         |         |         |         |         |         |